# PHZ-89自行火箭炮
PHZ-89自行火箭炮也被称为“89式122毫米自行火箭炮”，是中國製的一款履带式多管火箭炮車，可以看作81式122毫米轮式自行火箭炮结合83式自行加榴炮履带式底盘的基础上发展而成的升级版。装备中国人民解放军陆军师级机械化部队，一个火箭炮营编有18辆发射车。

## 历史
1983年开始部件预研，由哈尔滨674厂和湖北5137厂联合研制，最初打算用于外贸出口，1986年被解放军选中，作为装甲部队的新一代火箭炮系统，替代70式130毫米自行火箭炮。改进设计的原型车在1987年2月问世，1989年研制出初、正样机5台，完成各项测试后于1990年初被正式批准设计定型，命名为“PHZ-89”。于1990年入役。

## 设计
PHZ-89自行火箭炮的武器系统继承自81式122毫米自行火箭炮，装在由83式自行加榴炮底盘发展而来的321型履带式通用底盘上，越野机动能力与防护力比81式自行火箭炮提升许多。车体前部右为动力传动室，左为驾驶室，战斗室后置，回旋发射机构安装在车体座圈上，其上部是火箭定向发射器。炮组5人，包括驾驶员、炮长、瞄准手、炮手以及高射机枪手。
PHZ-89火箭炮的自动装弹系统位于火箭发射器之前、动力室的上方，备弹40枚。装填时，火箭发射器向后转，与装弹机二者对中，火箭弹从装弹机装进发射架，两分多钟可将40发备弹一次性装填到位。自动操纵瞄准系统能自动获取或人工输入目標信息初始参数、自动完成倾斜修正，在配置定位定向系统后可自动提供射向选择。
该炮武器系统為40管122毫米口径火箭定向发射器（装配4列/每列10管），高低射界为0~55度，方向射界-102~+66度。弹药包括，高爆榴弹、高爆燃烧弹、子母弹和空投反装甲布雷弹(内含6枚地雷)。射速40发/20秒，最大射程20~40公里（视不同弹种）。火箭定向发射器左侧装有一挺12.7毫米口径防空机枪。